# 武胜县
30°11′N 106°11′E / 30.18°N 106.18°E
武胜县，位于四川省东部，隶属于四川省广安市，县人民政府驻沿口镇。地处嘉陵江中游，面积966平方公里，人口83.8万。通行方言为武胜话，属西南官话成渝片。
定远县民国2年因与安徽省一县名重复，更名武胜县。元世祖忽必烈曾在今武胜县旧县乡武胜山（母章德山）设武胜军，取意“以武力胜南宋”。元明清三代均为重庆路、重庆府辖县，武胜县是原重庆府管辖十四属县中唯一未在重庆直辖市范围内的县份。

## 历史沿革
- 商(约公元前16世纪)至南朝宋(公元420－479年)，县境相继为巴国、巴郡和巴西郡垫江县(今合川)。
- 南齐时，析垫江县以北地，始置汉初县，属东宕渠獠郡，县治在今武胜县烈面镇汉初村胡家坝。
- 北朝西魏帝三年(556年)，改楚州新兴郡为合州青居郡（郡治汉初县），又分汉初县地置青居县，属合州。北周因之。
- 隋开皇三年(583年)，行州、县两级制。并青居县入汉初县，汉初县属涪州(原合州)。大业三年(607年)，又改行郡、县制，改涪州为涪陵郡，汉初属涪郡。
- 唐武德元年(618)，改涪陵郡为合州。天宝元年(公元742年)改合州为巴川郡。乾元元年(758年)，巴川郡复为合州。领汉初县。
- 五代十国、北宋、南宋，汉初县隶属合州。
- 元至元四年(1267年)，废汉初县置武胜军(军与县同级)，军治今武胜旧县乡。后升定远州，意"永远安定"，至元二十四年(1287年)降定远州为县，属四川省重庆路合州。
- 明嘉靖三十年(1551年)，县治由今旧县乡迁至今中心镇。
- 清康熙八年(公元1669年)，撤定远入合州。雍正六年(公元1728年)复置，属四川省川东道重庆府。
- 民国2年(1913年)，因县名与安徽、陕西、云南等省重复，依元至元年间置武胜军，县东又有武胜山，遂更名武胜县，属四川省东川道。
- 民国24－38年(1935－1949年)，属四川省第十一行政督察区。
- 1950年，属四川省南充专区(1968年6月改称南充地区)。
- 1953年6月23日，县治由中心镇迁沿口镇。
- 1993年7月以后，隶属广安地区。1998年，广安地区改为广安市，辖武胜至今[3]。

## 地理

### 区位
武胜县位于东经105°56′39″～106°26′50″，北纬30°10′46″～30°32′36″之间，居嘉陵江中游，四川盆地中部偏东，西接遂宁蓬溪县、北倚南充嘉陵区、东连广安岳池县、南邻重庆合川区，它是川北川东进出要道。

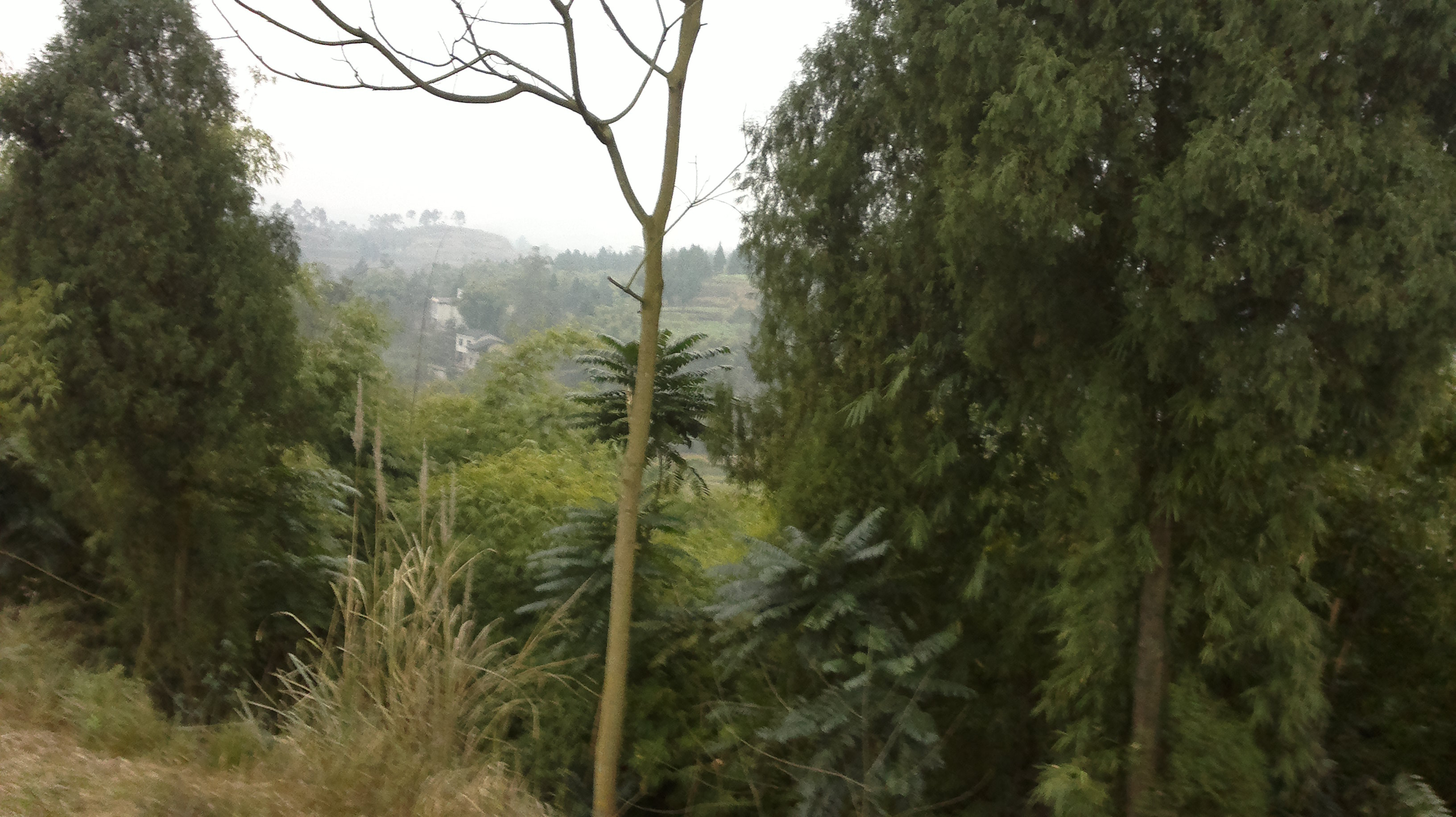
武胜乡村风光

### 地形与地貌
全境属华蓥山背斜西麓丘陵区，地势由西北至东南下降，依次为中丘窄谷、低丘中谷、浅丘宽谷和阶地，海拔从426米降到210.3米。
武胜河流众多，有“一江四河七十四溪”，河道总长724公里，其中最大最长的为嘉陵江，它贯穿武胜117公里，自县西北烈面入境，由南出境，流经11个乡镇，将武胜分为为河西河东两部分。嘉陵江有长滩寺河、兴隆河、复兴河、吉安河等四大支流。另外还有其它74条小溪，均为嘉陵江支流。
境内无天然湖泊，主要湖泊均为人工水库，有约100余座，包括东西关电站水库（又名太极湖）、五排水水库等。此外，还有将近4000口山坪塘。

### 气候
武胜县气候属亚热带湿润气候，全年四季分明，气候温和，雨量充沛，日照充足，无霜期长。全年无霜期长达328天，年平均日照时数1304.6小时，年平均气温17.6摄氏度，年平均降雨量1046毫米。
| 武胜                  | 武胜     | 武胜     | 武胜     | 武胜     | 武胜     | 武胜      | 武胜      | 武胜      | 武胜     | 武胜     | 武胜     | 武胜     | 武胜       |
| 月份                  | 1月      | 2月      | 3月      | 4月      | 5月      | 6月       | 7月       | 8月       | 9月      | 10月     | 11月     | 12月     | 全年       |
| --------------------- | -------- | -------- | -------- | -------- | -------- | --------- | --------- | --------- | -------- | -------- | -------- | -------- | ---------- |
| 平均高温 °C（°F）     | 9 (48)   | 12 (54)  | 16 (61)  | 22 (72)  | 26 (79)  | 28 (82)   | 31 (88)   | 31 (88)   | 26 (79)  | 21 (70)  | 16 (61)  | 10 (50)  | 21 (69)    |
| 平均低温 °C（°F）     | 4 (39)   | 6 (43)   | 10 (50)  | 14 (57)  | 18 (64)  | 22 (72)   | 24 (75)   | 24 (75)   | 20 (68)  | 15 (59)  | 11 (52)  | 6 (43)   | 15 (58)    |
| 平均降水量 mm（）     | 11 (0.4) | 13 (0.5) | 28 (1.1) | 54 (2.1) | 81 (3.2) | 130 (5.1) | 132 (5.2) | 115 (4.5) | 77 (3.0) | 55 (2.2) | 32 (1.3) | 14 (0.6) | 742 (29.2) |
| 来源：天气网 武胜气温 |          |          |          |          |          |           |           |           |          |          |          |          |            |

### 自然资源
武胜属亚热带常绿阔叶林区，有常见植物种类1000多种。全县森林覆盖率为28.8%，近期的退耕还林使树木恢复很快。武胜县1958年有森林面积15万亩，后在大跃进中大炼钢铁而遭到破坏。80年代初只有林地810亩，森林面积减少了99.3％，基本上成为无林县。
水能资源蕴藏量42.36万千瓦，大型电站有已建成装机容量18.5万千瓦的东西关水电站和装机容量10.8万千瓦的桐子壕电站。矿产资源亦很丰富，已探明地下油田417平方公里，天然气蕴藏量2.44亿立方米，盐卤蕴藏量8098万立方米。

## 行政区划

### 目前
武胜县下辖19个镇、4个乡：
沿口镇、中心镇、烈面镇、飞龙镇、乐善镇、万善镇、龙女镇、三溪镇、赛马镇、胜利镇、金牛镇、清平镇、街子镇、万隆镇、礼安镇、华封镇、宝箴塞镇、石盘镇、鸣钟镇、真静乡、猛山乡、双星乡和鼓匠乡。

### 中华人民共和国早期

#### 1950年3月
1950年3月，設中心、沿口、烈面3個區。
- 中心區轄中心鎮和舊縣、樂善、鳳凰、街子、真靜、清平、新學、華封、興隆等9鄉
- 沿口區轄沿口鎮和石盤、鼓匠、鳴鐘、三溪、新場、飛龍、義和、雙星等8鄉
- 烈面區轄烈面、西關、臨江、走馬、半邊、復興、龍靈、萬善、龍女等9鄉。全縣為3區26鄉2鎮。

#### 1950年6月
1950年6月1日，將原3個行政區劃為7個行政區
- 中心區轄中心鎮和街子、真靜、清平等3鄉
- 樂善區轄樂善、義和、雙星、鳳凰等4鄉
- 沿口區轄沿口鎮和舊縣、石盤、鼓匠等3鄉
- 飛龍區轄飛龍、鳴鐘、三溪、新場等4鄉
- 興隆區轄興隆、萬善、華封、新學等4鄉
- 龍女區轄龍女、復興、半邊、龍靈等4鄉
- 烈面區轄烈面、臨江、西關、走馬等4鄉

1950年11月，撤興隆、龍女兩區建萬善區。全縣為6區26鄉2鎮206村。

#### 1951年2-5月
1951年2-5月，先後新置南溪、仁和、長安、中華、踏水、沙溪、新民等7鄉。同時，中心鎮、沿口鎮劃出農村部分，新建中心鄉、沿口鄉。全縣為6區35鄉2鎮368村。
- 一區駐中心鎮，轄中心鎮和中心、清平、真靜、南溪、華封、新學等6鄉
- 二區駐萬善鄉，轄萬善、龍女、興隆、龍靈、半邊等5鄉
- 三區駐烈面鄉，轄烈面、西關、臨江、新民、走馬、復興、沙溪等7鄉
- 四區駐沿口鎮，轄沿口鎮和沿口、石盤、鼓匠、中華、舊縣等5鄉
- 五區駐樂善鄉，轄樂善、義和、雙星、仁和、鳳凰、街子等6鄉
- 六區駐飛龍鄉，轄飛龍、新場、踏水、三溪、鳴鐘、長安等6鄉

同年9月，三區新置橋亭鄉，六區新置斷橋鄉。

#### 1952年
- 1952年1月15日，南充縣吉安鄉的第十一、十二、十三村劃歸武勝縣；武勝縣走馬鄉的第七、八、九村劃歸南充縣吉安鄉[9]。
- 1952年2月2日，合川縣三一、七間、金子等3鄉劃歸武勝縣[10]。
- 1952年9月1日，武勝縣臨江鄉劃歸南充縣；岳池縣禮安鄉5個村劃歸武勝縣；武勝縣新場、斷橋、踏水3鄉共24村劃歸岳池縣[11]。
- 4月1日，新置烈面鎮
- 5月1日，新置街子、龍女、走馬3個區
- 5-6月，新置龍門、獅子、大坪、新華、白廟、高原、萬水、金鴨、石橋、三喜、農新、羅家、白坪、觀音、農望、文教、高妙、青岩、玉河、中市等20鄉。

#### 1953年
1953年6月23日，縣治由中心鎮遷沿口鎮。
同時，改沿口鎮為城關鎮，改中心鄉為民建鄉，改烈面鄉為民主鄉。全縣為9區54鄉3鎮502村。

#### 1954年
1954年1月，又新置泰山、沿江、互助、合作、保豐、普興、工農、踏水、甘霖、普建、平靜、四合、佛岩、凰石、新建、合眾、和平、三元、三合、建設、金斧等21鄉，全縣為9區75鄉3鎮557村。
| 區別 | 區治   | 轄鄉                                                 | 轄鎮             |
| ---- | ------ | ---------------------------------------------------- | ---------------- |
| 一區 | 城關鎮 | 沿口、石橋、中華、泰山、金鴨、萬水、鼓匠、沿口       | 城關鎮（縣直屬） |
| 二區 | 飛龍鄉 | 飛龍、白坪、互助、長安、保豐、合作、觀音、三溪、鳴鐘 |                  |
| 三區 | 樂善鄉 | 樂善、普興、農新、義和、三喜、雙星、工農、羅家       |                  |
| 四區 | 街子鄉 | 街子、踏水、甘霖、文教、鳳凰、仁和、農望             |                  |
| 五區 | 中心鎮 | 民建、舊縣、龍門、普建、清平、南溪、真靜、平靜       | 中心鎮           |
| 六區 | 龍女鄉 | 龍女、四合、高妙、沙溪、佛岩、青岩、華封、石盤、凰石 |                  |
| 七區 | 興隆鄉 | 興隆、龍靈、獅子、大坪、萬善、新建、新學、合眾、新華 |                  |
| 八區 | 烈面鎮 | 民主、和平、高原、禮安、西關、白廟、復興、三合       | 烈面鎮           |
| 九區 | 走馬鄉 | 走馬、三元、新民、建設、中市、橋亭、半邊、玉河、金斧 |                  |

#### 1955年
- 1955年5月，撤第四區。
- 6月28日，撤第一區。將所轄城關鎮和石橋、沿口、泰山、中華等鄉改為縣直屬。余鄉劃入第六區（龍女），全縣為7區75鄉3鎮557村。
- 一區駐烈面鎮，二區駐飛龍鄉，三區駐樂善鄉，四區駐走馬鄉，五區駐中心鎮，六區駐龍女鄉，七區駐興隆鄉。
- 12月10日，區由序號改為駐地命名，將7個區縮編為中心、樂善、鳴鐘、萬善、烈面5個區，撤銷三合、高原、和平、保豐、觀音、互助、合作、普興、農新、工農、踏水、三喜、文教、金斧、新民、中市、玉河、農望、甘霖、普建、平靜、四合、凰石、青岩、佛岩、沿江、金鴨、萬水、新華、合眾、新建、獅子、大坪、石橋等34鄉。全縣縮編為41鄉3鎮。

- 中心區駐中心鎮，轄中心鎮和民建、舊縣、龍門、清平、南溪、真靜、街子7鄉
- 樂善區駐樂善鄉，轄樂善、義和、雙星、仁和、鳳凰、羅家6鄉
- 鳴鐘區駐鳴鐘鄉（1958年5月遷飛龍鄉改名飛龍區）轄鳴鐘、飛龍、三溪、鼓匠、泰山、沿口、中華、白坪、長安9鄉
- 萬善區駐華封鄉（1957年遷萬善鄉）轄萬善、華封、石盤、龍女、高妙、沙溪、龍靈、興隆、新學9鄉
- 烈面區駐烈面鎮轄民主、禮安、西關、白廟、建設、三元、走馬、半邊、橋亭、復興10鄉
- 縣直屬城關鎮。

#### 1956年
- 1956年1-2月，先後撤白廟、高妙、南溪、羅家、白坪、中華、泰山等7鄉和烈面、中心兩鎮。全縣為5區34鄉1鎮。
- 6月5日撤樂善區，將該區的義和、雙星兩鄉劃入鳴鐘區，樂善、鳳凰、仁和3鄉劃入中心區。

#### 1958年-1961年
- 1958年10月，鄉建立人民公社，實行政社合一，鄉社並存。
- 1959年半邊鄉更名勝利鄉，民主鄉復名烈面鄉。此後，直至1961年4月，全縣均為4區34鄉1鎮。
- 1961年5月，恢復樂善區，同時先後恢復農望、泰山、羅家、白廟（後改名八一）、青岩、南溪等6鄉。全縣為5區.(0鄉1鎮520個生產大隊。
- 飛龍區轄飛龍、三溪、鼓匠、泰山、沿口、鳴鐘、長安7鄉
- 樂善區轄樂善、義和、雙星、羅家、仁和、鳳凰6鄉
- 中心區轄民建、舊縣、龍門、清平、南溪、真靜、農望、街子8鄉
- 萬善區轄萬善、龍靈、興隆、新學、華封、石盤、龍女、青岩、沙溪9鄉
- 烈面區轄烈面、禮安、西關、白廟、建設、三元、走馬、橋亭、勝利、復興10鄉
- 縣直屬城關鎮。

| 區別   | 區治   | 轄鄉                                                 | 轄鎮   |
| ------ | ------ | ---------------------------------------------------- | ------ |
| 鳴鐘區 | 鳴鐘鄉 | 鳴鐘、長安、義和、雙星、沿口、鼓匠、三溪、飛龍       | 城關鎮 |
| 中心區 | 民建鄉 | 民建、消平、真靜、街子、鳳凰、仁和、樂善、舊縣、龍門 |        |
| 萬善區 | 萬善鄉 | 華封、石盤、龍女、沙溪、萬善、龍靈、興隆、新學       |        |
| 烈面區 | 烈面鄉 | 烈面、建設、橋亭、走馬、三元、勝利、復興、禮安、西關 |        |

#### 1962年-1984年
- 1962年7月12日，復置普興、凰石兩鄉。
- 1964年8月13日，復置中心鎮，全縣轄5區42鄉2鎮，直至1984年8月。
- 1966年11月，以政治性辭語更改5區39鄉和1個鎮的名稱。
- 1968年5月起，各公社先後成立革命委員會，廢鄉。
- 1971年10月，恢復原名。
- 1981年8月15日根據國務院《關於地名命名、更名的暫行規定》，在一個地區內鄉、鎮名稱不重名，將復興更名金牛，走馬更名賽馬，三元更名高石，興隆更名萬隆，沙溪更名金光，農門更名秀觀，鳳凰更名龍庭，仁和更名永勝，羅家更名中灘，義和更名猛山，城關鎮復名沿口鎮。
- 1984年3月廢人民公社，復名鄉。

| 區別           | 轄鄉 | 轄鎮             |
| -------------- | --- | ---------------- |
| 飛龍區（長征） | 飛龍（長征）、長安（紅光）、三溪（自力）、鼓匠（奮鬥）、泰山（光明）、沿口（東方紅）、鳴鐘（東風）                                         | 城關鎮（縣直屬） |
| 樂善區（團結） | 樂善（團結）、義和（永興）、雙星（前進）、羅家（群力）、仁和（永勝）、鳳凰（曙光）、普興（旭光）                                           |                  |
| 中心區（紅星） | 民建（紅星）、舊縣（上游）、龍門（星火）、清平（撩原）、南溪（向陽）、真靜（戰鬥）、衣望（更生）、街子（戰旗）                             | 中心鎮           |
| 萬善區（烽火） | 萬菩（烽火）、龍靈（旭日）、興隆（反帝）、新學（五星）、華封（反修）、石盤（東升）、凰石（新建）、龍女（工農）、青岩（挺進）、沙溪（金光） |                  |
| 烈面區（衛國） | 烈面（衛國）、禮安（先鋒）、西關（前鋒）、八一、建設、三元（圖強）、走馬（建新）、橋亭（光輝）、勝利、復興（金星）                         |                  |

#### 1984年-1985年
- 1984年9月25日，撤民建鄉併入中心鎮。
- 1985年4月撤烈面、萬善、龍女、飛龍、樂善5個鄉，分別置相應的5個鎮。
- 1985年底，全縣為5區36鄉7鎮513村8個居民委員會。

| 區別                                                       | 轄鄉                                                 | 轄鎮             |
| ---------------------------------------------------------- | ---------------------------------------------------- | ---------------- |
| 飛龍區                                                     | 三溪、鼓匠、泰山、沿口、鳴鐘、長安                   | 飛龍鎮           |
| 烈面區                                                     | 西關、禮安、八一、建設、高石、賽馬、橋亭、勝利、金牛 | 烈面鎮           |
| 萬善區                                                     | 衣林、萬隆、新學、華封、石盤、黃石、青岩、金光       | 萬善鎮、龍女鎮   |
| 中心區                                                     | 舊縣、秀觀、清平、南溪、真靜、農旺、街子             | 中心鎮           |
| 樂善區                                                     | 猛山、雙星、中灘、永勝、龍庭、普興                   | 樂善鎮           |
|                                                            |                                                      | 沿口鎮（縣直屬） |
| 注：原龍靈、農望、凰石三鄉，後按習慣書寫為農林、農旺、黃石 |                                                      |                  |

#### 1987年-2005年
- 1987年2月，撤銷沿口鄉，將沿口鄉井人沿口鎮。同月，設立鳴鐘鄉新星村。
- 1989年設立飛龍鎮刁家岩村。
- 1992年9月，撤銷中心、樂善、飛龍、萬善和烈面5個區公所，將原42個鄉鎮調整為沿口鎮、三溪、飛龍、樂善、街子、中心、清平、萬隆、萬善、龍女、金牛、烈面、賽馬、勝利14個鎮和鳴鐘、雙星、猛山、龍庭、真靜、華封、石盤7個鄉，全縣共有21個鄉鎮。
- 1994年6月，從三溪、飛龍、街子、沿口、萬善、萬隆、金牛、烈面、賽馬9個鄉鎮劃出部分行政村，新組建鼓匠、長安、永勝、舊縣、農林、新學、金光、八一、高石、禮安10個鄉。至此，全縣有14個鎮、17個鄉，共有鄉鎮31個。同月，龍庭鄉政府駐地從鳳凰寺遷駐觀音寺，禮安鄉駐地從東關寨遷駐躍進門。10月，八一鄉政府駐地由白廟遷駐八一壩。
- 1996年8月，金光鄉政府駐地由原中村遷到板橋。9月，撤銷禮安鄉改設禮安鎮。
- 1997年4月，舊縣鄉政府駐地由拱背橋遷至雙店子。
- 2001年，撤銷華封鄉，建立華封鎮，其駐地和管轄區域不變。撤銷長安鄉建立白坪鄉，鄉政府駐地從長安寺遷到水磨灘，其管轄區域不變。
- 2004年6月20日，農林鄉更名為寶箴塞鄉。
- 2005年底，全縣為16鎮15鄉515村27個社區。

### 民國時期

#### 民國2年
民國2年按北京政府《劃一現行各縣地方行政官廳組織令》規定，縣治改為城廂（今中心鎮），各場鎮更名鄉，下為保甲。全縣除城廂（縣城）外，有街子、清平、真靜、舊縣、樂善、義和、雙星、飛龍、新場、鼓匠、石盤、沿口、烈面、走馬、復興、龍女、萬善、興隆、新學、祝家等20鄉，轄117保。

#### 民國16年
民國16年，分走馬鄉置半邊鄉，改城廂為附城鄉，改祝家鄉為華封鄉，全縣為22鄉。

#### 民國24年
民國24年，川政統一，四川省政府頒佈《各縣分區設署辦法施行細則》。是年10月，分區設署，改鄉為聯保。全縣設區署3，聯保22，保567。
- 第一區署（乙等）駐清平，轄附城、街子、清平、真靜、舊縣、華封、新學、興隆等8聯保
- 第二區署（乙等）駐飛龍，轄沿口、鼓匠、石盤、新場、飛龍、義和、樂善、雙星等8聯保
- 第三區署（初丙等，後升為乙等）駐烈面，轄龍女、復興、烈面、走馬、半邊、萬善等6聯保

#### 民國28年
民國28年9月，國民政府頒佈《縣各級組織綱要》。省政府定武勝為三等縣。次年2月，以嘉陵江為界，左岸各鄉鎮為第一自治指導區，右岸各鄉鎮為第二自治指導區。7月，改聯保為鄉，重新合併劃分鄉鎮，撤附城鄉改置中心鎮（由附城、舊縣合並），撤沿口鄉改置沿口鎮。第一自治指導區駐飛龍鄉，轄飛龍、新場、石鼓（由石盤、鼓匠合併）、樂善、街子、雙義（由雙星、義和合井）等鄉和沿口鎮，第二自治指導區駐烈面鄉，轄烈面、走馬（並原半邊鄉）、萬復（由萬善、復興合併）、龍華（由龍女、華封合併）、新興（由新學、興隆合併）、平靜（由清平、真靜合併）等鄉和中心鎮。全縣為2區12鄉2鎮，轄516保。

#### 民國30年
民國30年3月，根據四川省政府《重新調整鄉鎮保甲》規定，復將石鼓鄉分為石盤、鼓匠兩鄉，雙義鄉分為雙星、義和兩鄉，走馬鄉分為走馬、半邊兩鄉，萬復鄉分為萬善、復興兩鄉，龍華鄉分為龍女、華封兩鄉，新興鄉分為新學、興隆兩鄉，平靜鄉分為清平、真靜兩鄉，加上飛龍、新場、樂善、街子、烈面5鄉和中心、沿口兩鎮，全縣為2區19鄉2鎮512保。

#### 民國31年
民國31年2月，分中心鎮復置舊縣鄉，分街子鄉新置鳳凰鄉，分新場鄉新置三溪鄉，分飛龍鄉新置鳴鐘鄉，分烈面鄉新置臨江鄉。7月，又分臨江鄉新置西關鄉。

#### 民國32年
民國32年8月，分萬善鄉新置龍靈鄉．至此，全縣為2區26鄉2鎮（其中甲等鄉鎮17、乙等鄉鎮11）511保，直至民國38年12月。
| 區名                       | 鄉鎮名 | 等級 | 保數 | 甲數 |
| -------------------------- | ------ | ---- | ---- | ---- |
| 第一自治指導區（駐飛龍鄉） |        |      |      |      |
| 沿口鎮                     | 甲     | 27   | 290  |      |
| 石盤鄉                     | 甲     | 19   | 200  |      |
| 鼓匠鄉                     | 乙     | 15   | 149  |      |
| 三溪鄉                     | 乙     | 10   | 100  |      |
| 新場鄉                     | 甲     | 25   | 255  |      |
| 飛龍鄉                     | 甲     | 24   | 300  |      |
| 鳴鐘鄉                     | 乙     | 10   | 127  |      |
| 雙星鄉                     | 甲     | 18   | 178  |      |
| 義和鄉                     | 乙     | 14   | 140  |      |
| 樂善鄉                     | 甲     | 22   | 224  |      |
| 鳳凰鄉                     | 乙     | 11   | 108  |      |
| 街子鄉                     | 甲     | 23   | 249  |      |
| 真靜鄉                     | 甲     | 20   | 201  |      |
| 舊縣鄉                     | 乙     | 16   | 158  |      |
| 第二自治指導區（駐烈面鄉） |        |      |      |      |
| 中心鎮                     | 甲     | 19   | 208  |      |
| 烈面鄉                     | 甲     | 25   | 265  |      |
| 西關鄉                     | 乙     | 9    | 90   |      |
| 臨江鄉                     | 乙     | 9    | 90   |      |
| 走馬鄉                     | 甲     | 29   | 273  |      |
| 復興鄉                     | 甲     | 23   | 226  |      |
| 半邊鄉                     | 乙     | 14   | 142  |      |
| 龍靈鄉                     | 甲     | 16   | 165  |      |
| 萬善鄉                     | 甲     | 17   | 177  |      |
| 龍女鄉                     | 甲     | 28   | 283  |      |
| 華封鄉                     | 乙     | 15   | 182  |      |
| 新學鄉                     | 乙     | 15   | 148  |      |
| 清平鄉                     | 甲     | 21   | 212  |      |
| 興隆鄉                     | 甲     | 17   | 177  |      |

### 清朝
清朝由明朝的十里缩为六里二十五场，它们分别是:
- 恩永里，统县城(今中心镇)、清平镇、真静寺、协和场;
- 德清里，统万善场、兴龙场、复兴场、华封场、龙女寺、新学场;
- 仁化里，统走马场、半边庙、安福场(定远县插入南充县之飞地，今南充市嘉陵区安福镇)、烈面溪、临江寺(今南充市嘉陵区临江乡);
- 升平里，统鼓匠铺、石盘沱、新场(今岳池县新场镇)、三溪铺;
- 长乐里，统飞龙场、沿口场、旧县场;
- 惠新里，统乐善场、双星铺、义和场。

### 明朝
明分定远县为十里，它们分别是:太平、唐村、清沙、祝受、万安、太山、郁马、沙溪、定远、新兴等。

### 唐宋
据《元丰九域志》记载，汉初县辖：羊口、沙溪、新民、龙泉、鹤鸣、太平、新兴等七镇。

## 人口
武胜土地肥沃，气候适宜，农业条件较好，历来人口繁密。由于明末清初的战乱，包括武胜在内的四川人口锐减，清廷招湖南，湖北，广东等省民实川，史称“湖广填四川”，今日武胜居民多是那次移民潮的后裔。在清政府平定四川后，武胜只剩下男丁7702口。到清嘉庆16年〔1811年〕，武胜人口已达16.88万人。之后的道光22年（1840年）为22.79万人，同治5年（1866年）为25.94万人，民国16年〔1927年〕为28.12万人，1953年为43.69万人、1980年为68.84万人。
2000年，根据第五次人口普查数据统计，全县总人口为758975人，其中沿口镇92150人、中心镇42684人、烈面镇40515人、飞龙镇24223人、乐善镇25647人、 万善镇19950人、龙女镇37298人、三溪镇24196人、赛马镇35123人、胜利镇36140人、 金牛镇24102人、清平镇22590人、 街子镇18718人、万隆镇21185人、礼安镇15331人、鸣钟乡23570人、真静乡12287人、猛山乡16147人、双星乡16726人、龙庭乡12770人、石盘乡23158人、华封乡25960人、旧县乡13970人、鼓匠乡18543人、长安乡（今白坪乡）21437人、永胜乡10974人、新学乡17181人、农林乡（今宝箴塞乡）20526人、金光乡17152人、八一乡14466人、高石乡14238人。
2010年，全县人口842815人，常住人口585624人，人口密度872/平方公里。人口出生率6.7‰，自然增长率1.4‰。其中：男性43.9万人，女性39.9万人，男女性别比为110:100；农业人口73.2万，占总人的87.4％。非农业人口10.6万，占总人口的12.6％。
80年代后，由于计划生育与人们生育观念的改变，人口增长放缓。现今随着教育的扩展、人多地少的现实问题、以及城市化等各种因素，出现了人口向城市转移的趋势，主要区域为县城，重庆，成都，南充等地。即便是乡村，基本上也只剩下老人和小孩，年青人都外出打工，出现了留守儿童和老人问题。
武胜世居民族为汉族和回族，回族聚居在沿口有大约千人，同时武胜也是嘉陵江流域第大二回族聚居地。

### 方言
武胜话是武胜居民使用的方言，属西南官话成渝片。普通话普及率低，只有极少的学校机关使用普通话。在武胜说普通话不被人喜欢，会被对方认为故作，也就是俗称的“黄牛骡子学马叫”。但事实上，武胜方言的语音和词汇也正在受普通话的影响，比如老派川话中的‘讲’，读gang，而今与普通话一样了。
武胜方言中有很多在四川地区很普遍能听到的词汇，例如：提（dia）东西、日白（吹牛）、不张视你（不理你）、根深（一直）、 妹崽（女孩）、细娃（小孩）、家婆（家念ga，外婆）、家公等等。

### 宗教
在宗教方面，回族信奉伊斯兰教，汉族信奉佛教、道教、天主教、基督教、民间信仰。其中基督教和天主教近来发展很快，特别是在县城和场镇地区。在解放军入川之前，佛教非常兴盛，有僧之寺四十九，僧侣二百多人。而在清朝咸丰和同治年间，有寺庙一百四十七座，有僧者九十八处，僧侣五百四十三名，不过现今多已败落了，在“破四旧”运动中，很多宗教场所被付之一炬。进入1980年代后，宗教信仰逐步放宽，民众和政府修缮重建了部分庙宇，目前宗教活动场所主要有千年古刹永寿寺和烈面镇小南海(佛教)、沿口古镇黄家及马家清真寺。

## 经济
武胜经济以农业为主，农村人多地少，处于自给自足的小农经济状态，劳务输出则是农村的经济支柱。2007年地区国内生产总值64.296亿元，人均国内生产总值9269元。从产业上看，第一产业为19.5429亿元，第二产业为24.9742亿元，第三产业为19.7789亿元。地方财政一般预算收入1.7209亿元，地方财政一般预算支出7.5751亿元。截止2006年，武胜县社会消费品零售额为17.1227亿元，出口额250万美元，合同利用外资金额51万美元，实际利用外资金额66万美元。

### 农业
武胜是典型的“三山一水六分田”的浅丘农业县，有耕地约42万亩，人均耕地约0.6亩，低于全省平均水平和联合国粮农组织规定的警戒线。盛产水稻、玉米、小麦、黄豆、油菜、高梁、蚕茧、优质水果等。因出产高粱，所以武胜又有“红武胜”之称。年最高粮食产量40.2万吨，常年出栏生猪250万头，水产品1万吨。近年来由于缺乏劳动力和生产成本提高，大量土地撂荒。。
2019年12月，中国蚕学会授予武胜县“中国蚕桑之乡”称号。

### 工业
工业基础较薄弱，主要有能源、食品、丝绸、化工、建材等行业。主要企业有:华能东西关公司·华西希望集团万千饲料公司、蓝雁食品公司、华润蓝剑（广安）啤酒有限责任公司、四川安泰茧丝绸集团公司、鑫光电力铁塔公司。为发展工业，在县城沿口镇城南建有武胜县工业集中区，以及街子镇的街子工业园。

### 商业
武胜商贸形成了以县城为中心，乡镇为纽带的商贸网络。沿口镇有盛达假日广场、东街步行街、清平街等主要商业区。各乡镇都有固定的逢场时间，这种传统自清代便有。

## 交通
武胜自古为水陆要道，扼川东川北进出之咽喉，踞川渝物资集散之门户。在现代公路诞生之前，嘉陵江航运为重要的交通运输手段，明朝时在今沿口镇太平铺曾设有驿丞。进入民国始有公路，不过里程极少。中华人民共和国后的50年代末至70年代曾大力修建公路，实现了乡乡通。改革开放前，全县有公路309.3公里(其中：国省道83公里、县道121.5公里、乡村公路104.8公里)，但全是泥结碎石公路，没有一条油路和水泥路。
1993年，烈面嘉陵江大桥通车，1994年，武胜嘉陵江大桥竣工，结束了武胜东西两岸长期靠轮渡过河的历史。1997年，广安地区第一条高等级机拌机铺沥青混凝土公路沿(口)兴(隆)公路全面竣工通车。随后，烈面嘉陵江大桥、省道304线、国道212线等又陆续建成通车，打通了东到广安、西到成都、北上南充、南下重庆的大通道。

### 公路
武胜交通以公路为主，截止2007年底，全县公路里程已达1532.278公里(其中：国道30.3公里、省道46.33公里、县道250.323公里、乡道149.46公里、村级公路1055.834公里)。分别建成水泥路124.8公里、油路192.7公里，基本形成了以县城为中心，以国、省、县道干线为骨架，连接乡镇，沟通城乡，贯通相邻县市的交通运输网络。
- 212国道：由南充自县西北的八一入境，穿过烈面，万善，金牛，于万隆出县进入合川。
- 350国道过境。
- 兰海高速：武胜段分别称为南武高速公路和武合高速公路，从南充由北自南穿越武胜，并在沿口镇设一个服务区。
- 遂广高速公路：建设中的遂广高速自蓬溪县由县西赛马镇入境，途径金牛镇、龙女镇、沿口镇，经飞龙镇进入岳池县[17]。
- 304省道：由蓬溪自西部的胜利镇进入武胜，途径宝箴塞、万善、龙女、华封、沿口、鸣钟、白坪等乡镇，东出岳池县。

武胜县运营县城周边公交线路和全县乃至县外的汽车运输公司分别是：
- 武胜县公交汽车运输公司，拥有17辆公交车，已开通两条公交线路：1路：华封镇（永寿寺）--武胜中学； 2路：唐家大山森林公园--响水滩，车票价均为1元。
- 武胜县汽车运输公司，位于城南50米大街处，开通了县城至全县各乡镇的运输线路，车票价格均在10元以内[18]。县外可以到达广安、南充、重庆、成都、昆明等地。

### 铁路
自2015年12月30日起，武胜县目前已有铁路（兰渝铁路广（元）渝（重庆）段）正式开通运营。但规划中的兰渝铁路将穿越武胜26公里（双轨道），并在万善镇羊盛坝建客、货站，建设工期为5年。作为武胜县县城唯一的客货两用车站，武胜站，位置位于武胜县万善镇，武胜站设计年货运量45万吨，日均客流量1000人次。

### 水运
纵贯全县的嘉陵江是县内主要航道，沿口与中心是最大的两个港口。在1962年，首辟了沿口-龙女-中心轮船航运线。之后的1984年，武胜县航运公司开辟出川长航。嘉陵江武胜段经梯级开发渠化后，千吨级船队可由重庆朝天门经武胜直达南充。

## 卫生
武胜卫生医疗以县、乡、社区三级医疗系统为主，私人诊所为辅。县级医院有二级乙等的武胜县人民医院和二级甲等的武胜县中医院，它们面向全县。各乡镇都卫生院，能进行程度不同的医疗服务。社区卫生服务中心和乡村卫生站的作用尚未显现出来，县城居民喜欢到县级医院看病，而乡镇的私人诊所倒是解决农民们的日常小病。
至2007年底，武胜共有医院卫生院34所，医院、卫生院床位815张，医院、卫生院技术人员976人，医生426人。

## 教育
武胜有可考的教育管理始于明代，时设有教谕训导各一名，明以前资料遗失。明有永宁李氏若孙（李永宁、李子邦、李纯朴）暨二张（张一鲲、张登仕）三田（田大年、田大益、田大本），张引，张登杰等十位进士，清代有王清远、胡大存、范元音等三人，武進士陳奏凱一人。
武胜有考证的书院始于明代，当时在封山〔今旧县乡天生寨〕，名忠定书院。后迁至中心，名和溪书院。清代名印山书院，即定远县书院。光绪二十九年(1903年)，重庆知府鄂兰谷札饧将定远县书院改为定远县高等官立小学堂，是为武胜县第一所现代学校。民国十四年(1925年)，创办武胜县两年制师范学校。民国十六年（1927年），县立初级中学校（今中心中学）建立。
截至2007年，武胜学龄儿童入学率为99.2%。全县有小学80所，在校生65222人，教师2382人；中学50所，在校生57051人，教师2603人。
现有五所高级中学，其中武胜中学与烈面中学为省级示范高中，飞龙中学为市级示范高中，高中教育入学率达70.5%。
- 中心中学
- 武胜中学
- 烈面中学
- 乐善中学
- 飞龙中学
- 万善职业中学

## 文化
武胜历史文化源远流长，有记载的文明史可追溯到三千多年前，先巴文化和巴文化土壤深厚。秦汉为巴郡地，南朝置汉初县，蒙古至元四年设武胜军，后升定远州，历朝历代设置县、军、州、府，建制的历史长达一千五百多年。
南宋末年，蒙哥大汗挟西征欧亚非40余国的威势，分兵三路南下伐宋，在合川钓鱼城受阻，留下一则“上帝鞭折钓鱼城”的史话。在后来的30多年对峙时期，蒙元的前哨据点在今武胜旧县马军山，这里成了与钓鱼城相对峙的军事基地。
今天武胜还有一些历史遗迹，不过今日的人文面貌却成型于清朝，明末清初的战乱对武胜的破坏太大，这从武胜县民的籍贯就可以看出，多是湖广移民后代。而武胜县志最早能看到的信息为少量元朝和部分明朝，古建筑绝大部分为清建筑。右下为唐时范成大过汉初县时留下的诗句。

### 名胜古迹
武胜在清朝就有"定远八景"，他们分别是：平洲草色，文笔奇峰，九洞晴岚，龙岭郁青，竹溪涵碧，环江晚渡，书岩古篆，立石干霄。今天的印山公园、唐家大山森林公园、秀观湖、太极湖、均为风景优美的地方。
武胜县历史悠久，留下了很多人文遗产，但中华人民共和国建国后，因受文化大革命的冲击、无规划、片面追求经济利益的短视行等众多因素的影响，现在能看到的很少了。现有国家级文物保护单位1处（宝箴塞），省级文物保护单位2处（燕子岩摩崖石刻、宝箴塞），市级文物保护单位9处（沿口古镇、宝箴塞、燕子岩摩崖石刻、汉初县故城遗址、马家清真寺、基督教传教士故宅、烈士陵园、中心古镇建筑群、飞龙武庙），县级文物保护单位25处，上表文物保护点101处，馆藏文物2000余件。

### 传媒
武胜县广播电视台是隶属于武胜县广播电视局的媒体，该台有武胜有线台、武胜互动点播台、武胜人民广播电台等二套电视(均通过有线传播)和一套广播节目。
在武胜能收看到四川公共（2CH）、四川卫视（5CH）、四川经济（10CH）、广安综合（13CH）、中央一台（24CH）、中央七台（47CH）、南充新闻频道（6CH）、重庆卫视（8CH）等无线电视节目。
也能收听到武胜人民广播电台、合川人民广播电台、广安人民广播电台新闻综合频率、广安人民广播电台交通音乐频率、重庆人民广播电台新闻频率、重庆人民广播电台交通频率、重庆人民广播电台经济频率、南充人民广播电台、岳池人民广播电台、潼南人民广播电台、四川人民广播电台新闻频率等调频广播。

### 方誌
| 年代                 | 書名                 | 分卷         | 主修           | 編纂   | 藏處                                                   | 備註       |
| -------------------- | -------------------- | ------------ | -------------- | ------ | ------------------------------------------------------ | ---------- |
| 嘉慶二十年(1815年)   | 《定遠縣誌》         | 三十五卷     | 沈遠標         | 何蘇   | 四川省圖書館、四川大學圖書館                           |            |
| 道光二十三年(1843年) | 《續修定遠縣誌》     | 二卷         | 張錫慶         |        | 南京圖書館、四川大學圖書館                             |            |
| 同治元年(1862年)     | 《續修定遠縣誌》     | 二卷         | 李玉宣         |        | 南京圖書館、四川大學圖書館、四川省圖書館、重慶市圖書館 |            |
| 光緒元年(1875年)     | 《定遠縣誌》         | 六卷         | 姜由范、羅廷機 | 王鏞   |                                                        |            |
| 光緒三十一年(1905年) | 《定遠縣鄉土志》     | 二卷         | 何承道         | 李樹春 | 四川大學圖書館                                         | 鈔本       |
| 民國三年(1914年)     | 《民國新修武勝縣誌》 | 十三卷首一卷 | 羅興志         | 孫國藩 |                                                        | 鉛印本八冊 |
| 民國三十五年(1946年) | 《武勝縣縣政概況》   |              | 胡國成         |        | 四川省圖書館                                           | 鈔本       |

## 风俗

### 饮食
武胜的风俗习惯与川东地区大致差不多。在饮食结构上，以大米饭为主，少许面食杂粮为辅。一日三餐，分别称吃早晨或吃早饭、吃赏(念sao)午或吃中午、宵夜或吃黑了(念lao)，有时农忙还要在早午之间吃上一点，名吃茶或打腰台。菜系属川菜，多数人比较习惯麻辣口味的菜。著名的当地小吃有凉粉、豆花、锅盔等。

### 节庆
武胜主要传统节日有春节、清明、端午、中元、中秋，其中以春节为最重要。每当过春节前都要打扬尘和祭祖，表示扫除一年的阴霾和不忘祖先。在老大三十(除夕)那天晚上，要洗脚、守岁。老大初一早上吃汤圆，全天吃剩菜，寓意年年有余。
武胜以及整个四川将面粉以及大米粉做的蒸炸烤制品统称为粑粑。农历7月15为月半节(中元节)，家家户户吃油桐叶包的桐子叶粑粑。其原料用大米稀饭加干糯米或者粘米粉发酵，然后用老嫩适中的他桐树叶子包上，蒸熟后有一股奇特的味道。月半节在武胜以至整个四川是与春节和清明并列的三大祭祖节日，晚上各户在门前向祖先供奉烧纸钱。之后在大路上烧纸钱，并用破碗放上一点冷饭与绿豆，希望过路的鬼不要打搅家人。然后很早就睡觉，并且不准出声。
端午节仍然保留划龙舟，吃粽子等的习惯。在五月初四这天，每家每户都准备好了糯米，然后用水泡胀，再用很宽的棕叶或者芦竹叶子包得紧紧的一直蒸到第二天早上，于是边哟亲戚串门，互相品尝粽子。武胜龙舟历史悠久源远流长，相传龙舟活动于唐天宝初年便逐渐在汉初县〔今武胜县〕兴起，从1980年到2009年，已举办了23届端午龙舟赛。2007年3月，广安市人民政府公布武胜端午龙舟会为广安市第一批非物质文化遗产保护项目。
武胜中秋节那天有吃糍粑的习俗。糍粑就是将糯米蒸熟，用芦竹棒冲击，形成很糌糯的食物，然后沾上白糖、黄豆面、花生面、芝麻面等佐料和着吃。

### 婚嫁
《礼记》的婚姻之礼有六：曰纳彩、问名、纳吉、纳征、请期、亲迎。武胜在清朝以及民国时期的婚姻礼俗较繁琐，进入共和国后简化了许多。现今一般男女是通过说媒认识（自由恋爱不一定说媒），如果双方觉得满意，女方到男方家里看看，曰“看家”，女方看家看上后，“吃见面饭”，临走时打发见面钱。之后还要合男女双方的八字，以考虑凶吉。合完八字男方便到女方家选定合适的日子成婚，曰“请期”。女方同意后就“定期”，定期之日男方给女方礼金，女方用来操办将来女儿出嫁的家具和生活用品。
在女子出嫁的头一天晚上，她请闺中好友聚在一起唱歌，主要表达对父母的养育之恩，和对他们的不舍的哭泣，曰“坐歌堂”。现在这种风俗很少见了，在清朝和民国很普遍，并记载在《新修武胜县志》中，即便是在90年代初期也很常见。女子出嫁那天的早上女方家办宴席招待亲朋好友，男方挑嫁妆迎亲的人也到此，事毕便回男方。在嫁妆中，必不可少的是两只鹅，这来自旧日的奠雁礼。
男方家这结婚前后三天要大办酒席三天，现在一般一天。女子道道男方家后，正午举办婚礼，行各项礼仪。晚上人散以前，还要闹洞房，在床上放花生枣子等。三日后，夫妻双双回娘家，曰“回门”。归宁之礼在清代为三个月回，民国减少为三天。

## 特产
- 沿口菜刀
- 麻辣牛肉
- 松花皮蛋
- 龙女白酒
- 飞龙竹帘画
- 永寿寺豆腐干

## 著名人物
- 唐毅，曾任四川省警察局局长、陪都重庆市警察局局长、内政部警察总署副署长、第一届国民大会代表。
- 唐化治，唐毅之弟，中央陆军军官学校毕业，曾任暂编第九师师长。
- 罗忠恕，曾任华西大学文学院长、哲学系主任。
- 李树春，曾任晚清四川省咨议局议员、民国四川省临时省议会议员。
- 胡小燕，中国首位农民工全国人大代表。
- 刘东海，迪信通集团创始人。

## 友好区县
- 广东省佛山市高明区 (2006)[24]